# Căile Ferate Industri
Die Căile Ferate Industriale (CFI) war eine rumänische Bahngesellschaft. Sie war die Konzessionärin der verstaatlichten Industriebahnen. Schwestergesellschaften waren die Căile Ferate Române (CFR) und die Căile Ferate Forestiere (CFF).
Darunter war die 1907 eröffnete, meterspurige Bahnstrecke von Brad nach Crișcior. Ihr Zweck war insbesondere der Transport von Braunkohle vom gemeinsamen Umschlagsbahnhof mit der CFR zum Kraftwerk in Crișcior. In den 1970er Jahren gab es auch einen Personenverkehr. Diese Bahn erhält Unterstützung von der Eisenbahnwerkstätte CFI (Calea Ferata Ingusta) von Georg Hocevar in Brad, so dass dort nun touristische Extrazüge verkehren.
1913 entstand die 45 Kilometer lange Wald- und Werkbahn von Borsec nach Toplița, bekannt als Mineralwasserbahn von Borsec. Diese wurde von der CFF und der CFI gemeinsam betrieben. Transportiert wurden vor allem Baumstämme und Mineralwasser. Die Schließung der örtlichen Holzindustrie im Jahr 1996 hatte zur Folge, dass es auch für die Bahn keine regelmäßige Verwendung mehr gab, so dass sie stillgelegt wurde.
Eine weitere Bahn diente den Kohlenbergwerken von Anina. Diese war in der Mitte des 19. Jahrhunderts unter schwierigen geologischen Gegebenheiten erstellt – die Trasse musste teilweise aus den Felsen gehauen und Stützmauern erstellt werden. Die Kohle wurde später von Lisava nach Anina zum dortigen Kraftwerk transportiert. Die Züge wurden anfänglich mit Pferden und ab den 1860er Jahren mit Dampflokomotiven bespannt. In den 1990er Jahren zog das Ende der sozialistischen Ära unter anderem die Schließung der Kohlenbergwerke nach sich. Somit wurde auch auf der Industriebahn der Betrieb eingestellt und die Stationsgebäude mehrheitlich abgerissen.